# Memoriał Łukasza Romanka 2010
Memoriał im. Łukasza Romanka 2010 – czwarty turniej żużlowy poświęcony pamięci tragicznie zmarłego żużlowca Łukasza Romanka, rozegrany w Rybniku w dniu 15 maja 2010. Zawody sędziował Marek Wojaczek, widzów: ok. 6000.
Prowadzący po trzech seriach Janusz Kołodziej w XVI biegu zanotował upadek, w wyniku którego nie pojawił się już na torze do końca zawodów.

## Wyniki końcowe
```
 1. 
 
Nicki Pedersen
        Stal Gorzów Wlkp.        - 18 (3,3,2,2,3,5)
 2. 
 
Tomasz Gollob
         Stal Gorzów Wlkp.        - 16 (3,1,3,3,3,3)
 3. 
 
Rune Holta
            Włókniarz Częstochowa    - 13 (2,2,2,3,3,1)
 4. 
 
Andreas Jonsson
       Polonia Bydgoszcz        - 12 (2,3,3,3,1,0)
 5. 
 
Janusz Kołodziej
      Unia Leszno              -  9 (3,3,3,-,-)
 6. 
 
Adrian Miedziński
     Unibax Toruń             -  9 (1,3,3,2,w)
 7. 
 
Leigh Adams
           Unia Leszno              -  9 (1,2,1,3,2)
 8. 
 
Krzysztof Kasprzak
    Unia Tarnów              -  7 (0,2,2,0,3)
 9. 
 
Denis Gizatullin
      Polonia Bydgoszcz        -  7 (3,0,1,1,2)
10. 
 
Sławomir Drabik
       Włókniarz Częstochowa    -  6 (2,0,2,1,1)
11. 
 
Krzysztof Słaboń
      Włókniarz Częstochowa    -  6 (2,1,1,2,0)
12. 
 
Rafał Szombierski
     Włókniarz Częstochowa    -  5 (1,1,1,w,2)
13. 
 
Daniel Nermark
        RKM Rybnik               -  4 (1,2,0,0,1)
14. 
 
Mateusz Kowalczyk
     Orzeł Łódź               -  3 (1,2)
15. 
 
Kamil Cieślar
         Włókniarz Częstochowa    -  3 (0,1,0,1,1)
16. 
 
Sławomir Pyszny
       RKM Rybnik               -  2 (0,0,0,2,0)
17. 
 
Andrij Karpow
         RKM Rybnik               -  0 (0,0,0,0,0)
```

## Bieg po biegu
```
 1. (66,33) Kołodziej, Holta, Adams, Kasprzak
 2. (66,65) Gizatullin, Słaboń, Nermark, Cieślar
 3. (65,89) Gollob, Jonsson, Miedziński, Karpow
 4. (66,66) Pedersen, Drabik, Szombierski, Pyszny
 5. (66,12) Jonsson, Kasprzak, Cieślar, Drabik
 6. (66,41) Pedersen, Holta, Słaboń, Karpow
 7. (66,37) Miedziński, Adams, Szombierski, Gizatullin
 8. (66,38) Kołodziej, Nermark, Gollob, Pyszny
 9. (66,79) Miedziński, Kasprzak, Słaboń, Pyszny
10. (66,38) Gollob, Holta, Szombierski, Cieślar
11. (66,87) Jonsson, Pedersen, Adams, Nermark
12. (66,85) Kołodziej, Drabik, Gizatullin, Karpow
13. (66,35) Gollob, Pedersen, Gizatullin, Kasprzak
14. (67,18) Holta, Miedziński, Drabik, Nermark
15. (67,29) Adams, Pyszny, Cieślar, Karpow
16. (67,50) Jonsson, Słaboń, Kowalczyk, Szombierski (w)
17. (67,12) Kasprzak, Szombierski, Nermark, Karpow
18. (67,21) Holta, Gizatullin, Jonsson, Pyszny
19. (67,03) Gollob, Adams, Drabik, Słaboń
20. (68,51) Pedersen, Kowalczyk, Cieślar, Miedziński (w)
Finał: Pedersen, Gollob, Holta, Jonsson 
Bieg pamięci Andrzeja Skulskiego: Pyszny, Cieślar, Bubel, Piecha
```